# Атлантика (фильм)
«Атлантика» (фр. Atlantique) — международная фантастическая романтическая драма 2019 года, режиссёрский дебют Мати Диоп. На Каннском кинофестивале картина была удостоена Гран-при. Кроме того, Диоп стала первой в истории чернокожей женщиной-режиссёром, со своим дебютом претендентовавшей на «Золотую пальмовую ветвь». Позднее, «Атлантика» была заявлена как кандидат от Сенегала на премию «Оскар» в категории «Лучший международный художественный фильм».

## Сюжет
В пригороде Дакара, на Атлантическом побережье, заканчивают постройку здания футуристического вида. Строителям уже несколько месяцев не платят зарплату. Однажды ночью они решают плыть через океан, в поисках лучшей жизни в Испании. Среди них Сулейман, любовник Ады. Она помолвлена с другим мужчиной — богатым Омаром, и очень переживает за Сулеймана, ничего не зная о его судьбе. В день свадьбы кровать Омара таинственным образом загорается, предположительно, в результате поджога. Молодой детектив получает задание расследовать это дело.
Ада попадает под подозрение, подвергается допросам и проверке на девственность. Тем временем ее подруга Фанта, а также детектив страдают от загадочной болезни. Постепенно выясняется, что духи людей, погибших в море, вернулись и каждую ночь вселяются в тела жителей Дакара. Большинство из них сосредоточено на магнате, который удерживал их зарплату, вынудив отправиться в путешествие через океан. Они требуют свою плату, угрожая в противном случае сжечь небоскреб. Получив свое жалованье от магната, они заставляют его рыть им могилы, чтобы духи могли успокоиться. Но Сулейман хочет быть с Адой. Он вселился в тело детектива, что поначалу пугает девушку. Но когда она встречает других духов, включая того, кто владеет Фантой, она всё понимает и проводит последнюю ночь с новым Сулейманом. Просматривая кадры со свадьбы, детектив видит, что именно он, находясь во власти духа Сулеймана, совершил поджог. Он закрывает дело.

## В ролях
- Маме Бинета Сане — Ада
- Амаду Мбов — Исса
- Ибраима Траоре — Сулейман
- Николь Сугу — Диор
- Амината Кэйн — Фанта
- Марьяма Гассама — Марьяма
- Кумба Дьенг — Кумба
- Ибрагима М’Байе — Мустафа
- Бабакар Силла — Омар

## Отзывы критиков
На сайте Rotten Tomatoes рейтинг «свежести» у фильма 96 % на основе 152 рецензий, на Metacritic — 85 баллов из 100 на основе 30 рецензий.

## Награды и номинации
- 2019 — Гран-при жюри Каннского кинофестиваля (Мати Диоп).
- 2019 — приз за лучший дебютный фильм на Лондонском кинофестивале.
- 2019 — участие в конкурсной программе кинофестивалей в Сан-Себастьяне, Генте, Стокгольме, Мумбаи.
- 2019 — номинация на приз за лучший режиссёрский дебют на фестивале Camerimage.
- 2019 — номинация на приз Луи Деллюка за лучший дебютный фильм.
- 2019 — номинация на премию Европейской киноакадемии за европейское открытие года.
- 2019 — номинация на премию «Спутник» за лучший международный фильм.
- 2019 — попадание в пятёрку лучших фильмов года на иностранном языке по версии Национального совета кинокритиков США.
- 2020 — премия Национального общества кинокритиков США за лучшую операторскую работу (Клер Матон).
- 2020 — три номинации на премию «Сезар»: лучший дебютный фильм (Мати Диоп), самая многообещающая актриса (Маме Бинета Сане), лучшая музыка (Фатима Аль Кадири).
- 2020 — три номинации на премию «Люмьер»: лучший дебютный фильм (Мати Диоп), самая многообещающая актриса (Маме Бинета Сане), лучшая музыка (Фатима Аль Кадири).
- 2020 — две номинации на премию «Магритт» за лучший совместный зарубежный фильм (Мати Диоп) и за лучший звук.
- 2020 — номинация на премию «Выбор критиков» за лучший фильм на иностранном языке.
- 2020 — номинация на премию Гильдии режиссёров США за лучшую режиссуру дебютного полнометражного фильма (Мати Диоп).